# Дереволаз чорнодзьобий
Дереволаз чорнодзьобий (Dendrocolaptes hoffmannsi) — вид горобцеподібних птахів родини горнерових (Furnariidae). Ендемік Бразилії.

## Опис
Довжина птаха становить 28-29 см. Забарвлення переважно рудувато-коричневе. Хвіст довгий, дзьоб чорний, прямий, середньої довжини. Обличчя темно-охристе, лоб і тім'я руді. Горло і нижня частина тіла тьмяно-охристі з оливковим відтінком.

## Поширення і екологія
Чорнодзьобі дереволази мешкають на півдні Бразильської Амазонії, на південь від Амазонки, від Мадейри на схід до Тапажоса і Журуєни, на південь до Рондонії і південного заходу Мату-Гросу. Вони живуть у вологих рівнинних тропічних лісах та на узліссях, зустрічаються на висоті до 300 м над рівнем моря.

## Збереження
МСОП класифікує цей вид як вразливий. Чорнодзьобим дереволазам загрожує знищення природного середовища.